# Будочки

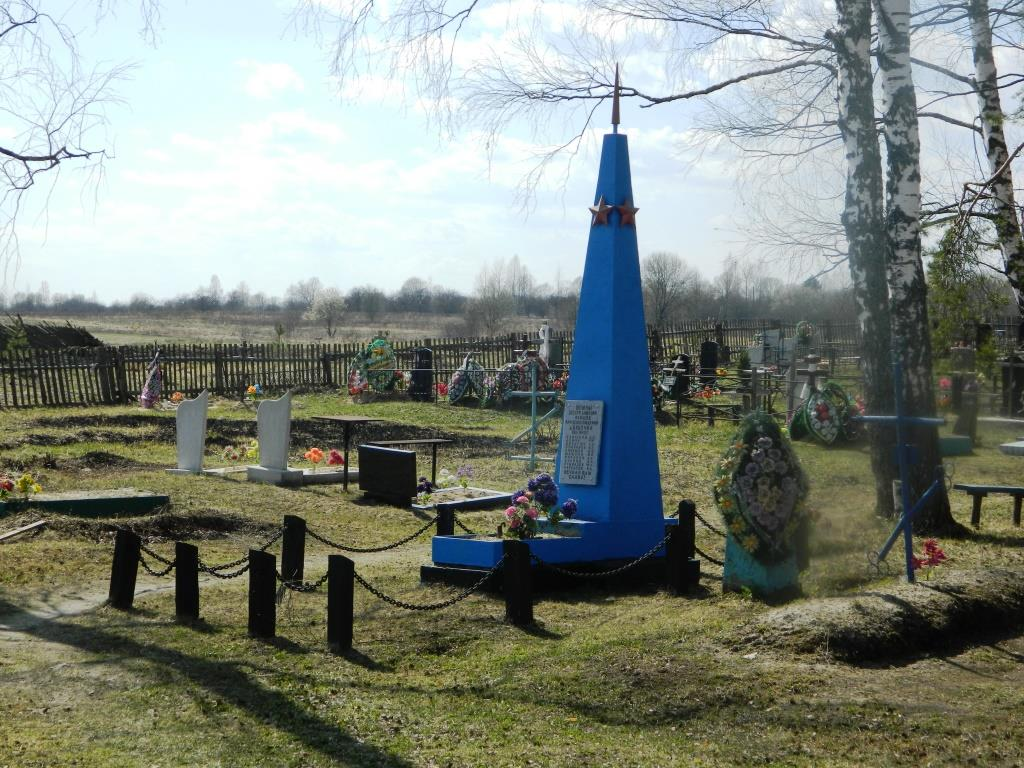
Братская могила в д. Будочка

Бу́дочки (Будочка) — деревня в Дятьковском районе Брянской области, в составе Бытошского городского поселения. Расположена в 4 км к северо-востоку от посёлка городского типа Бытошь. Население — 409 человек (2010).
Упоминается с XVIII века как деревня Буда; в XIX веке — владение Степановых, входила в приход села Бытоши. Церковно-приходская школа упоминается с 1886. С 1861 по 1924 в Бытошевской волости Брянского (с 1921 — Бежицкого) уезда; позднее в Дятьковской волости, Дятьковском районе (с 1929). До 2005 — центр Будочковского сельсовета (в 1954—1969 временно в Старорубчанском сельсовете).
Железнодорожная платформа (ранее — станция) Будочка на линии Дятьково—Бытошь.
| Годы      | 1866 | 1926 | 1979 | 1989 | 2002 | 2010 |
| --------- | ---- | ---- | ---- | ---- | ---- | ---- |
| Население | 202  | 695  | 475  | 426  | 403  | 409  |